# Ilhas do Príncipe Eduardo

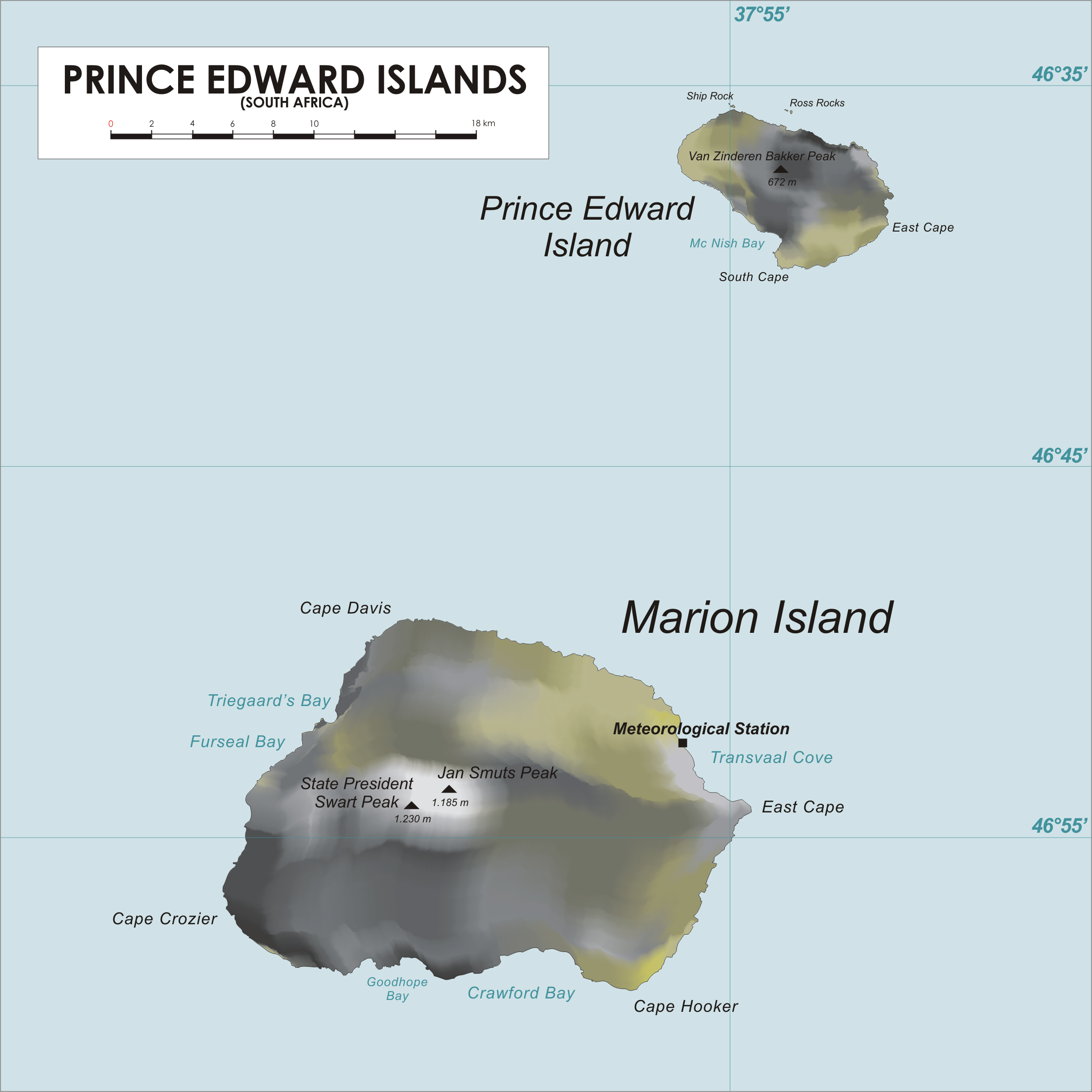
Mapa topográfico das Ilhas do Príncipe Eduardo

As Ilhas do Príncipe Eduardo  são um arquipélago formado por apenas duas ilhas:
- ilha do Príncipe Eduardo 46° 38' 39" S 37° 56' 36" E
- ilha Marion 46° 54' 45" S 37° 44' 37" E

O arquipélago é uma possessão peri-antártica de África do Sul, situada ao sudeste do Cabo da Boa Esperança, no Oceano Índico. Sua área total é de 317 km², e a altitude máxima é de 1 242m (Pico Mascarin, antigamente designado State President Swart).
As ilhas foram declaradas Reservas Naturais Especiais sob a Gestão Ambiental da África do Sul (Protected Areas Act, No. 57/2003), sendo permitidas apenas atividades ligadas a pesquisa e preservação.
Uma proteção adicional foi dada quando a área foi declarada área marinha protegida, em 2013.  Os únicos habitantes humanos das ilhas são os funcionários de uma estação de investigação meteorológica e biológica gerida pelo Programa Nacional Antárctico Sul-africano, na Ilha Marion.

## História
Barent Barentszoon Lam, da Companhia Neerlandesa das Índias Orientais, chegou às ilhas em 4 de março de 1663 no navio Maerseveen. Eles foram chamados de "Dina" (Ilha do Príncipe Eduardo) e "Maerseveen" (Ilha Marion), mas as ilhas foram erroneamente registradas como estando a 41° Sul, e nenhuma delas foi encontrada novamente pelos marinheiros neerlandeses subsequentes.
Em janeiro de 1772, a fragata francesa Le Mascarin, capitaneada por Marc-Joseph Marion du Fresne, visitou as ilhas e passou cinco dias tentando desembarcar, pensando ter encontrado a Antártica (então ainda não comprovada a sua existência). Marion chamou as ilhas de "Terre de l'Espérance" (Marion) e "Ile de la Caverne" (Príncipe Eduardo). Depois de não conseguir desembarcar, o Le Mascarin continuou para o leste, descobrindo as Ilhas Crozet e desembarcando na Nova Zelândia, onde Marion du Fresne e alguns de seus tripulantes foram mortos pelos maoris.
Julien Crozet, navegador e segundo em comando do Le Mascarin, sobreviveu ao desastre e encontrou James Cook na Cidade do Cabo em 1776, no início da terceira viagem de Cook. Crozet compartilhou os mapas de sua malfadada expedição e, enquanto Cook partia da Cidade do Cabo, ele passou pelas ilhas em 13 de dezembro, mas não conseguiu tentar um desembarque devido ao mau tempo. Cook nomeou as ilhas em homenagem ao Príncipe Eduardo, o quarto filho do Rei George III; e embora ele também seja frequentemente creditado por nomear a ilha maior de "Marion", em homenagem ao Capitão Marion, esse nome foi adotado por caçadores de focas e baleeiros que mais tarde caçaram na área, para distinguir as duas ilhas. O primeiro desembarque registrado nas ilhas foi em 1799 por um grupo de caçadores de focas franceses do Sally.
O governo britânico nunca reivindicou oficialmente a propriedade das ilhas, mas geriu as atividades econômicas nas ilhas no início do século XX. Em 1908, o governo britânico concedeu um arrendamento de guano na ilha Marion. Após a Segunda Guerra Mundial, os avanços tecnológicos tornaram as ilhas mais importantes estrategicamente e, como não ocorria mais nenhuma atividade econômica, o Reino Unido temia que outros países pudessem reivindicar as ilhas. No final de 1947 e início de 1948, a África do Sul, com o acordo da Grã-Bretanha, anexou as ilhas e instalou a estação meteorológica em Transvaal Cove, na costa nordeste da ilha Marion.
Em 22 de setembro de 1979, um satélite de vigilância dos Estados Unidos conhecido como Vela 6911 notou um duplo flash de luz não identificado, conhecido como Incidente Vela, nas águas ao largo das ilhas. Houve e continua a haver considerável controvérsia sobre se este evento foi talvez um teste nuclear não declarado realizado pela África do Sul e Israel ou algum outro evento. A causa do flash permanece oficialmente desconhecida e algumas informações sobre o evento permanecem confidenciais. Hoje, a maioria dos pesquisadores independentes acredita que o flash de 1979 foi causado por uma explosão nuclear.
Em 2003, o governo sul-africano declarou as ilhas do Príncipe Eduardo uma Reserva Natural Especial e, em 2013, declarou 180 mil km² de águas oceânicas ao redor das ilhas como uma Área de Proteção Marinha, criando assim uma das maiores áreas de proteção ambiental do mundo.